# Liste der Naturschutzgebiete im Landkreis Lörrach
Im Landkreis Lörrach gibt es 26 Naturschutzgebiete. Für die Ausweisung von Naturschutzgebieten ist das Regierungspräsidium Freiburg zuständig.
| Name                          | Bild | Kennung            | Einzelheiten | Position | Fläche Hektar | Datum         |
| ----------------------------- | ---- | ------------------ | --- | -------- | ------------- | ------------- |
| Feldberg                      |      | 3.001 WDPA: 4402   | Feldberg (Schwarzwald), Hinterzarten, Oberried, Schluchsee, Todtnau Naturraum von besonderer Vielfalt, Eigenart und Schönheit; Beispiel einer glazial überformten Mittelgebirgslandschaft als wichtiges Dokument der nacheiszeitlichen Naturgeschichte; vielfältiger Lebensraum für zahlreiche Tierarten und viele, teilweise einzigartige Pflanzengesellschaften mit arktisch-alpinen, montanen und atlantischen Florenelementen sowie seltenen, zum Teil vom Aussterben bedrohten Arten; teilweise Bann- und Schonwald.                                                                    | ⊙        | 4.223,3       | 27. Sep. 1991 |
| Rümminger Moos                |      | 3.011 WDPA: 82462  | Lörrach, Rümmingen Sumpfiges Waldgebiet an flach geneigtem Westhang des Röttlerwaldes; feuchter Eichen-Hainbuchen-Wald mit schönen alten Eichen. | ⊙        | 12,2          | 16. Jan. 1939 |
| Buchswald bei Grenzach        |      | 3.018 WDPA: 81484  | Grenzach-Wyhlen Südgeneigte, steile Muschelkalkhänge zum Rheintal; die nördlichsten Vorposten eines südfranzösisch-südwestschweizerischen mediterranen Waldtyps (Buchs-Buchen Wald, Buchs-Flaumeichen-Wald, Buchs-Berglinden-Wald) mit Buchs und Frühlings-Ahorn; Fauna mit mediterranen Arten. | ⊙        | 92,7          | 3. Apr. 1939  |
| Utzenfluh                     |      | 3.034 WDPA: 82772  | Todtnau, Utzenfeld Felspartien der kleinen und großen Utzenfluh aus Präkulmgestein, Porphyren, Grauwacken und Biotitgraniten; interessante Flora und Fauna; bei Erweiterung 2011 wurden die umliegenden Weidfelder einbezogen. | ⊙        | 272,2         | 6. Dez. 1940  |
| Belchen                       |      | 3.042 WDPA: 102229 | Münstertal/Schwarzwald, Aitern, Böllen, Schönenberg Im Gipfelbereich des Belchen im Südwestschwarzwald Hochweiden mit Borstgras-Gesellschaften, stellenweise auch Heidekraut-Gesellschaften mit Beersträuchern. Besonders an felsdurchsetzten Steilhängen und Felsnasen, Vorkommen zahlreicher alpiner und subalpiner Pflanzenarten. Extensiv genutztes Gebiet mit unterschiedlichen schützenswerten Lebensräumen, insbesondere naturnahen Wäldern, Magerweiden und Feuchtgebieten als Lebensraum für sehr seltene und gefährdete, zum Teil vom Aussterben bedrohte Tier- und Pflanzenarten. | ⊙        | 1.613,5       | 23. Juni 1993 |
| Altrhein Wyhlen               |      | 3.047 WDPA: 81278  | Grenzach-Wyhlen Durch Anstau des Rheins entstandener See (17 ha), vom Rhein durch langgestreckte Insel bis auf zwei Durchlässe getrennt. Insel mit Eichen und Erlen bestockt; am Nordufer des Sees schmaler Waldstreifen; am Ostende dichter Schilfbestand mit anschließendem Weidengebüsch. Brutgebiet zahlreicher Wasservögel; Winterquartier für Vögel. | ⊙        | 23,4          | 18. Sep. 1975 |
| Totengrien                    |      | 3.086 WDPA: 82733  | Efringen-Kirchen Stromtal-Halbstrockenrasen auf Standorten des gestörten Auenwaldes mit einer für den südbadisch-südelsässischen Raum charakteristischen artenreichen Flora. | ⊙        | 2,8           | 1. Juni 1973  |
| Auf der Eckt                  |      | 3.113 WDPA: 81335  | Schliengen Trockenrasengebiet; Lebensraum zahlreicher stark gefährdeter Pflanzen und Tiere im Markgräfler Hügelland. | ⊙        | 3,1           | 10. Sep. 1981 |
| Ruschbachtal                  |      | 3.150 WDPA: 165263 | Grenzach-Wyhlen Geologisch interessantes Tal (Rustelgraben) mit naturnahen Laubmischwäldern (teilweise mit Buchs); Lebensraum für eine Reihe seltener Tier- und Pflanzenarten. | ⊙        | 30,7          | 23. Sep. 1985 |
| Isteiner Klotz                |      | 3.160 WDPA: 163933 | Efringen-Kirchen Malmkalkscholle mit reich strukturiertem Mosaik wärmeliebender und trockenheitertragender Vegetation; Lebensraum für eine große Anzahl seltener und z. T. vom Aussterben bedrohter Tier- und Pflanzenarten. | ⊙        | 26,0          | 16. Okt. 1986 |
| Nonnenmattweiher              |      | 3.161 WDPA: 164836 | Kleines Wiesental Gut ausgebildetes Gletscherkar mit steilen Karwänden, Karsee u. Moränenwällen. Auf dem See schwimmende Torfinsel, sog. Schwingdecke mit der Vegetation von Flach- und Übergangsmooren. | ⊙        | 70,8          | 31. Juli 1987 |
| Rütscheten                    |      | 3.163 WDPA: 165271 | Bad Bellingen Vegetationsmosaik aus Halbtrockenrasen, Hochstaudengesellschaften, Gebüschen und Gehölzen; Lebensraum einer Vielzahl seltener Pflanzen- und Tierarten. | ⊙        | 5,6           | 22. Juli 1988 |
| Leuengraben                   |      | 3.167 WDPA: 164443 | Rheinfelden (Baden), Grenzach-Wyhlen Hauptsächlich naturnahe Wälder mit einer großen Vielfalt an unterschiedlichen Standorten und dadurch verschiedenartige Biotope; Lebensraum für eine Vielzahl seltener Pflanzen- und Tierarten. | ⊙        | 139,8         | 16. Dez. 1988 |
| Krebsbachtal                  |      | 3.177 WDPA: 164243 | Weil am Rhein Insel naturnaher Vegetation in einem stark zersiedelten und intensiv genutzten Raum. In der Region ein letzter Rückzugsraum für zahlreiche Tier- und Pflanzenarten. | ⊙        | 22,7          | 27. Dez. 1990 |
| Gletscherkessel Präg          |      | 3.201 WDPA: 102240 | Schönau im Schwarzwald, Todtnau, Tunau Bedeutendes Dokument einzigartiger eiszeitlicher Vorgänge; Gebiet mit vielfältiger naturhafter Ausstattung, u. a. mit großflächigen, extensiv genutzten Weidfeldern und naturnahen Wäldern; Lebensraum vieler seltener und gefährdeter Tier- und Pflanzenarten. | ⊙        | 2.864,5       | 27. Juni 1994 |
| Kapellengrien                 |      | 3.202 WDPA: 164020 | Bad Bellingen, Efringen-Kirchen Besonders vielfältiger Bereich des südlichen Oberrheins mit unterschiedlichen, eng benachbarten Biotoptypen: Rhein mit Anlandungsflächen, Trockenaue, Kiesgrube; Lebensraum einer Vielzahl seltener, zum Teil vom Aussterben bedrohter Tier- und Pflanzenarten, bedeutendes Brut-, Durchzugs- und Überwinterungsgebiet für seltene Vogelarten. | ⊙        | 65,8          | 5. Dez. 1994  |
| Langenbach-Trubelsbach        |      | 3.207 WDPA: 164349 | Todtnau Vielfältiges Mosaik aus Hoch- und Übergangsmooren, Flachmooren, Naßwiesen, Borstgrasrasen und anderen Biotopen; für die Wissenschaft -insbesondere die Moorforschung- bedeutende Objekte. (NR: Hochschwarzwald). | ⊙        | 36,0          | 16. Mai 1995  |
| Galgenloch                    |      | 3.218 WDPA: 163193 | Bad Bellingen, Schliengen Komplex aus Halbtrockenrasen mit gebüschreichen Übergangsbereichen, Gebüschen, Hochstaudenfluren und – auf extensiv bewirtschafteten Ackerflächen-, Ackerwildkrautgesellschaften; die ehemals typischen Arten der Weich- und Hartholzaue sind – infolge der Rheinbegradigung- nur noch punktuell vorhanden; insbesondere die Pflanzenwelt ist mit seltenen und stark gefährdeten Arten von herausragender Bedeutung. | ⊙        | 11,8          | 1. Feb. 1996  |
| Buttenberghalde               |      | 3.227 WDPA: 162665 | Inzlingen Komplex aus Gefährdeten Lebensräumen verschiedener Ausprägung wie naturnahe, seltene naturnahe Trockenwälder, Hecken, Halbtrockenrasen, Magerwiesen und Streuobstwiesen in extensiver Nutzung; Lebensraum zahlreicher seltener und gefährdeter Tier- und Pflanzenarten. | ⊙        | 18,8          | 30. Okt. 1996 |
| Wehramündung                  |      | 3.240 WDPA: 166195 | Schwörstadt, Wehr (Landkreis Waldshut) Westlicher Mündungsbereich der Wehra in den Rhein und der Schilf- und Flachwasserzonen am Rheinufer; bedeutendes Brut- und Durchzugsgebiet zahlreicher, z. T. vom Aussterben bedrohter Vogelarten. | ⊙        | 12,1          | 3. Nov. 1997  |
| Kiesgrube Weberalten          |      | 3.242 WDPA: 164083 | Rheinfelden (Baden) Ehemalige Kiesgrube und angrenzende Bereiche mit einem Mosaik verschiedener Standortfaktoren auf engem Raum, mit einer Vielzahl gefährdeter Tier- und Pflanzenarten, insbesondere große Zahl von Libellenarten. | ⊙        | 6,3           | 17. Nov. 1997 |
| Eichholz-Buchholz             |      | 3.252 WDPA: 318333 | Bad Bellingen, Efringen-Kirchen Zur Oberrheinebene abfallender Westhang der Markgräfler Vorbergzone mit naturnahen, wärmeliebenden Waldgesellschaften (insbesondere Flaumeichenwäldern), Gebüschen und angrenzenden Säumen sowie Halbtrockenrasen und Trockenmauern, die für viele seltene und zum Teil stark gefährdete Tier- und Pflanzenarten von großer Bedeutung sind; kulturhistorisches Dokument einer alten Bewirtschaftungsform mit ehemals niederwaldartig bewirtschafteten Eichen-Hainbuchen- und Haselwäldern.                                                                   | ⊙        | 34,6          | 7. Mai 1999   |
| Buhrenboden                   |      | 3.259 WDPA: 318264 | Rheinfelden (Baden) Lichte, wärmebegünstigte Laubwaldbestände mit dem einzigen natürlichen Vorkommen des Lorbeer-Seidelbastes in Baden-Württemberg; Trockendobel mit Hirschzungen-Vorkommen; gefährdete Lebensräume trockenwarmer Standorte wie Magerrasen und Staudensäume; Lebensräume zahlreicher schonungsbedürftiger und zum Teil gefährdeter Pflanzenarten. | ⊙        | 16,1          | 21. Mai 2001  |
| Kiesgrube Käppelin            |      | 3.265 WDPA: 318651 | Weil am Rhein Ehemalige Kiesgrube mit wertvollen Lebensräumen unterschiedlicher Ausprägung wie z. B. Mulden und Tümpeln, Kiesrohböden, Kies- und Schwemmlingsfluren, Ruderalgesellschaften, Gebüsch- und Sukzessionsstadien sowie verschiedenen Rasengesellschaften; Lebensraum für eine Vielzahl zum Teil stark gefährdeter Tierarten, insbesondere Vogel- und Amphibienarten; Rast- und Überwinterungsgebiet für zahlreiche gefährdete Vogelarten. | ⊙        | 21,7          | 7. März 2003  |
| Blansinger Grien              |      | 3.266 WDPA: 318201 | Efringen-Kirchen Ehemalige Kiesgrube und ihre Umgebung mit wertvollen Lebensräumen unterschiedlicher Ausprägung wie dem Weißseggen-Eichen-Lindenwald, Kiesrohböden mit Pionierfluren und lückiger Trockenvegetation sowie verschiedene Rasengesellschaften; Lebensraum für eine Vielzahl zum Teil stark gefährdeter Pflanzen- und Tierarten, insbesondere Schmetterlingsarten; Schutzzweck ist auch die Erhaltung der Lebensstätten der Arten der Vogelschutzrichtlinie, insbesondere von Grauspecht, Mittelspecht, Wespenbussard und Schwarzmilan.                                          | ⊙        | 23,6          | 21. Okt. 2003 |
| Wiedener Weidberge            |      | 3.279 WDPA: 389996 | Wieden Großflächiges, extensiv genutztes, überwiegend beweidetes Grünlandgebiet mit hoher Struktur- und Artenvielfalt sowie Einzelbildungen wie z. B. Weidbuchen; verschiedene FFH-Lebensräume, insbesondere artenreiche Borstgrasrasen. | ⊙        | 378,7         | 20. Sep. 2009 |
| Legende für Naturschutzgebiet |      |                    | |          |               |               |